# 조아킴 욤비오팡고
자크 조아킴 욤비오팡고(프랑스어: Jacques Joachim Yhombi-Opango, 1939년 1월 12일 ~ 2020년 3월 30일)는 콩고 공화국의 군인·정치인이다.
마리앵 응구아비 대통령 임기 중 콩고 노동당의 중역을 맡았다. 1977년 응구아비가 암살된 이후 욤비오팡고가 대통령을 맡았다.
대통령에서 사임한 뒤에는 후임인 드니 사수응게소에 의해 가택구금당하고 장군 계급을 박탈당했으며 노동당에서 제명당했다.
1990년 RDD 정당을 설립하고 파스칼 리수바와의 연정을 통해 총리가 되었다. 실각한 뒤 사수응게소가 집권한 2001년 리수바와 함께 콩고에서 추방당했다.
2020년 프랑스 파리 미국 병원에서 코로나19로 사망하였다.